# Calea Șagului
Calea Șagului este cel mai mare și populat cartier din Timișoara. Este amplasat în zona de sud-vest a orașului, fiind străbătut de drumul european E70 ce duce spre Belgrad, de drumurile județene 591 (spre Cenei) și 595 (prin Chișoda și Giroc), precum și de magistralele ferate CFR 918 Timișoara–Buziaș–Lugoj și CFR 922 Timișoara–Stamora Moravița, ce leagă municipiul de comuna Șag și Serbia și asigură zonei acces facil către centrul orașului și toate cartierele Timișoarei. Totodată, la marginea cartierului, trece varianta de ocolire Timișoara Sud, ce leagă DN59 de DN6 spre București.
Calea Șagului este primul district de blocuri-turn al municipiului, conceput pentru migrația muncitorească, când regimul comunist a decis accelerarea industrializării și implementarea economiei de stat planificate. De-a lungul șoselei, în '60, au fost construite locuințe colective de arhitectură sovietică cu parter și 8 sau 10 etaje, cu rol propagandistic, sugerând măreția comunismului.

### Accesul și transportul de călători
Este cea mai bine deservită zonă din Timișoara de către mijloacele de transport în comun: liniile de tramvai 2, 7 și 9; autobuzele 3, 32, 33, 33 barat, E1, E7 și E8; troleibuzele 11, 13, 14 și 18; liniile metropolitane M11, M14, M36, M37, M46 și M51; precum și linia vaporetto de pe malul Canalului Bega.
Toate firmele de pe piața locală de taximetrie operează în cartier. Totodată, există numeroase firme de închirieri de autoturisme. Alternativ, se poate opta pentru servicii private de carpooling oferite de firme precum Uber, BlackCab, Free Now, BlaBlaCar sau Bolt.
Autogările din cartier oferă curse zilnice spre numeroase destinații din Europa, deservite de companii private de transport de călători, precum Flixbus.

### Centre comerciale. Servicii și alte funcționalități
Aici funcționează mai multe centre comerciale: mall-ul Shopping City; galeria comercială Aushopping Șagului; hypermarket-urile și supermarket-urile Auchan, Carrefour, Carrefour Express, Kaufland, Metro, Mega Image, Lidl, Profi, reMarkt, Unicarm și La Doi Pași; magazinele de bricolaj Dedeman, Leroy Merlin, Brico Dépôt, Arabesque și Glissando Garden Center; cel mai mare showroom eMAG din afara Bucureștiului; showroom-urile auto Dacia, Mercedes, Opel, Citroën, Ford, Škoda, Renault, Iveco, Mitsubishi și Hyundai; dar și numeroase servicii conexe: diverse magazine specializate; puncte de vânzare cu amănuntul/ridicata; piața publică agroalimentară Doina; centre de cartier; etc.
La sfârșitul săptămânii, Sâmbăta și Duminica, se organizează târguri-talcioc în piețele Aurora și Flavia.

### Parcuri și spații verzi
- Parcul din zona Steaua;
- Parcul din zona Fratelia;
- Parcul Clăbucet din zona Dâmbovița;
- Zona de agrement de la complexul Aurora, pe malul lacului Balaurul.[8]

### Educație
- Colegiul Național Bănățean;
- Școala gimnazială nr. 2;
- Școala gimnazială nr. 13;
- Școala gimnazială nr. 27;
- Liceul Tehnologic de Transporturi Auto.[9]

### Lăcașuri de cult
- Biserica Notre Dame;
- Biserica romano-catolică din Fratelia;
- Biserica Ortodoxă „Sf. Ap. Petru și Pavel”.[10]

### Zona industrială
La ieșirea din cartier spre comuna Șag s-a dezvoltat cea mai mare zonă industrială din Timișoara, cu hale de producție, centre de distribuție, depozitare și zone de servicii (Hirsch Porozell, Bega Grup, Kathrein, General Beton, Moda Tim, Lipoplast, Intersnack Foods, sediul Drogerie Markt România, fabrica de biciclete Sport Mechanical Workshop (Decathlon), Adient Automotive, Grafoprint, platforma industrială Incontro; ș.a.).